# ژان-ژرژ نوور

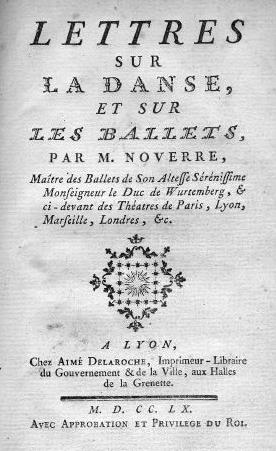
یادداشت‌هایی در باب انواع رقص و باله، لیون ۱۷۶۰

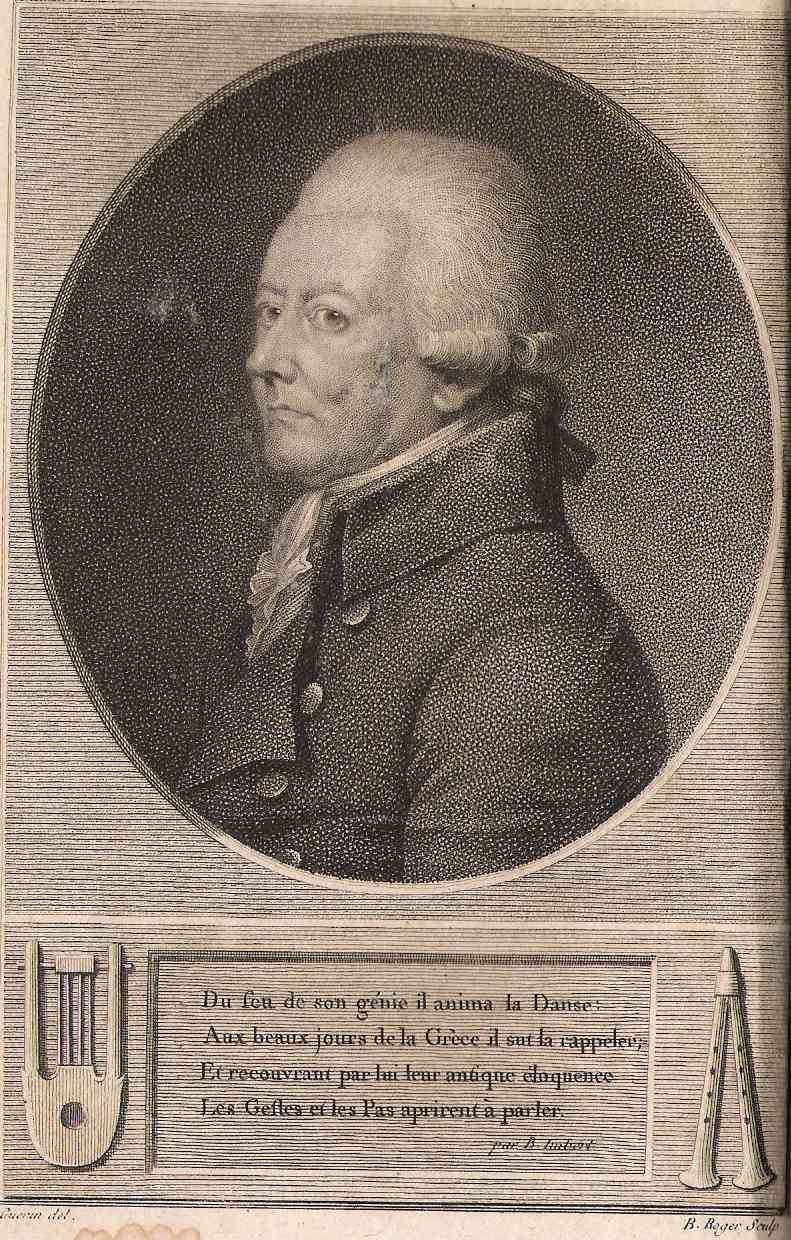
نوور: جلد نوشته‌هایی در باب هنرهای رزمی، پاریس، ۱۸۰۷

ژان-ژرژ نوور (به فرانسوی: Jean-Georges Noverre) رقصنده و طراح رقص اهل فرانسه در قرن هجدهم بود. لقب او شکسپیر باله است. او تغییرات عظیمی را در باله ایجاد نمود. روز تولد او به عنوان روز جهانی رقص نامگذاری شده‌است. نوور با بزرگانی هم چون ولتر، موتسارت، فریدریش دوم، دیوید گریک رابطه دوستی و همکاری هنری داشت. عمده فعالیت‌های او در شهرهای پاریس، لیون، وین، لندن، اشتوتگارت بود. نوور رهبری اپرا پاریس را از سال ۱۷۷۶ به مدت پنج سال به عهده داشت.

## آثار
برخی از آثار او عبارتند از:
- باله نمایشی یا باله پانتومیم (به فرانسوی: ballet d'action)
- جشن‌های چینی (به فرانسوی: Les Fêtes chinoises)
- هیچ‌های ناچیز (به فرانسوی: Les Petits Riens)، آهنگسازی این اثر توسط موتسارت انجام شد.
- جسون و مده (به فرانسوی: Jason et Médée)
- یادداشت‌هایی در باب انواع رقص و باله (به فرانسوی: Lettres sur la danse et les ballets)
- نوشته‌هایی در باب هنرهای رزمی (به فرانسوی: Lettres sur les arts imitateurs)